# Bihat (stato)
Lo Stato di Bihat fu uno stato principesco del subcontinente indiano, avente per capitale la città di Bihat.

## Governanti
La famiglia regnante nello stato di Bihat ebbe il titolo di rao.

### Rao
- Diwan Aparbal Singh, p. 1807-1807
- Rao Bankat Rao, 1807-1828
- Rao Kamod Singh, 1828-1846
- Hardi Sah 1846-1859
- Govind Das 1859-1872
- Rao Mahum Singh 1872-d. 1892